# Elisabeth Busse-Wilson
Elisabeth Johanna Auguste Busse-Wilson, geb. Wilson, (* 19. Februar 1890 in Sondershausen; † 11. November 1974 in Oberursel, Taunus) war eine deutsche Historikerin. Sie gehörte zu der ersten Generation deutscher Frauen, die eine universitäre Ausbildung erhielten.

## Biographie
Elisabeth Wilson war die Tochter eines höheren Justizbeamten; ihre Mutter hatte eine Ausbildung zur Lehrerin absolviert. Sie wuchs in Frauensee auf. Bis zum 15. Lebensjahr besuchte sie eine Höhere Mädchenschule in Erfurt, ab 1905 eine Gymnasialklasse. 1909 legte sie ihr Abitur – wie damals üblich – als externe Prüfung ab, die so schwer war, dass sie diese noch in späteren Jahren als die „größte von ihr vollbrachte Leistung“ bezeichnete.
Ab 1909 studierte Wilson Geschichte, Kunstgeschichte, Sozialwissenschaften und Ethnographie an mehreren deutschen Universitäten. Während ihrer Studienzeit in Jena gehörte sie zu dem von Verleger Eugen Diederichs initiierten Serakreis. 1914 promovierte sie in Leipzig zum Thema Das Ornament auf ethnologischer und prähistorischer Grundlage. Im Jahre darauf heiratete sie den Kunsthistoriker Kurt Heinrich Busse, der dem linken Flügel der Freideutschen Jugend nahestand; der gemeinsame Sohn Konrad wurde 1929 geboren.
Gemeinsam mit ihrem Mann engagierte sich Elisabeth Busse-Wilson in der Freideutschen Jugend, sie hielt Vorträge und betätigte sich als Chronistin der Bewegung. 1920 erschien ihr Buch Die Frau und die Jugendbewegung, in dem sie die „Sozialisationsbedingungen der weiblichen Jugend des Bürgertums ausnahmslos als diskriminierend und den männlichen Sittengesetzen unterworfen einschätzte“. Sie vertrat die Ansicht, dass bestehende psychische Divergenzen der Geschlechter nicht auf biologische Unterschiede, sondern auf sozialisationsbedingte Aspekte zurückzuführen seien. Entsprechend verfolgte sie selbst auch zeit ihres Lebens den Lebensentwurf einer akademisch gebildeten Frau.
Von 1921 bis 1931 war Elisabeth Busse-Wilson an der Leibniz-Akademie in Hannover und der dortigen Volkshochschule tätig, zudem hielt sie Vorträge und publizierte. 1931 erschienen ihr Aufsatz Das moralische Dilemma in der modernen Mädchenerziehung sowie die über 300-seitige Monografie Das Leben der Heiligen Elisabeth von Thüringen, deren 700. Todestag in dasselbe Jahr fiel. Das Werk über Elisabeth von Thüringen stieß auf gespaltene Reaktionen: Kollegen warfen ihr eine „naive“ und „sentimentale“ Sicht auf Elisabeth vor. Die Historikerin Ulrike Wiethaus indes verweist auf Busse-Wilsons feministischen Ansatz, wonach Elisabeth von Thüringen eine selbstzerstörerische junge Frau war, die angesichts von restriktiven Erwartungen und Normen suizidale Tendenzen entwickelt habe, die in einem frühen Tod endeten. Viele Historiker lehnen Busse-Wilsons entmystifizierende Sichtweise ab, Thomas Mann und Hermann Hesse hingegen äußerten sich positiv über das Buch. Trotz dieser kontroversen Diskussionen gilt Busse-Wilsons Publikation als herausragende wissenschaftliche Publikation über Elisabeth von Thüringen im 20. Jahrhundert.
Das Buch über Elisabeth von Thüringen war als Habilitationsschrift gedacht, mit der sich Elisabeth Busse-Wilson um eine Anstellung an der Pädagogischen Akademie Dortmund bewarb. Wegen ihrer politischen Einstellung und ihres Geschlechts wurde sie jedoch nicht angenommen, was sie später als „schwere Berufsenttäuschung“ beschrieb. Kurze Zeit arbeitete sie im Verlag ihres Mannes, der aber wegen finanzieller Probleme schließen musste. Anfang der 1930er Jahre zog die Familie nach Berlin-Zehlendorf. Kurt Busse hatte dort eine Anstellung bei der Post erhalten, die Familie litt aber weiterhin unter Geldproblemen. 1937 erhielt Busse-Wilson eine Anstellung am „Deutschen Institut für psychologische Forschung und Psychotherapie“, auch „Göring-Institut“ genannt, die sie aber nach Differenzen mit ihrem Ausbildungsleiter wieder verlor. 1938 wurde ihre Ehe geschieden, und Elisabeth Busse-Wilson wurde aus der Reichsschrifttumskammer ausgeschlossen, da die Zahl ihrer Publikationen für eine Mitgliedschaft als nicht ausreichend erachtet wurde.
Durch die finanzielle Notlage musste Busse-Wilson „in ihrem beharrlichen Kampf gegen die Aufgabe ihres ‚bildungsbürgerlichen Status‘ doch kapitulieren“. Sie verdiente etwas Geld, weil sie eine private Bibliothek auflöste, und musste mit ihrem Sohn zur Mutter ziehen. Sie arbeitete kurze Zeit als Lehrerin und Hausmutter im Lietzschen Landerziehungsheim Haubinda, 1942 wechselte sie an das Landerziehungsheim Gaienhofen am Bodensee. In den letzten Kriegsjahren lebte sie zunächst in Überlingen am Bodensee und später in Bonn. 1948 stellte sie nach über zehnjähriger Arbeit ihr Buch über Annette von Droste-Hülshoff fertig, fand aber keinen Verleger. Finanziell wurde sie ab den 1950er Jahren von ihrem Sohn Konrad († 2013) unterstützt, der eine Anstellung bei der UNESCO hatte. Elisabeth Busse-Wilson starb 1974 im Alter von 84 Jahren in einem Altenheim in Oberursel.

## Publikationen (Auswahl)
- Die Frau und die Jugendbewegung. Ein Beitrag zur weiblichen Charakterologie und zur Kritik des Antifeminismus. Freideutscher Jugendverlag Saal, Hamburg 1920.
- Die soziale Stellung der Frau in kulturgeschichtlicher Entwicklung. Angestelltenkammer, Bremen 1925.
- Stufen der Jugendbewegung. Ein Abschnitt aus der ungeschriebenen Geschichte Deutschlands. Eugen Diederichs, Jena 1925.
- Das Leben der Heiligen Elisabeth von Thüringen. Das Abbild einer mittelalterlichen Seele. C. H. Beck, München 1931.
- Das moralische Dilemma in der modernen Mädchenerziehung. In: Ada Schmidt-Beil (Hrsg.): Die Kultur der Frau. Berlin 1931.